# Olivier Nyokas
Guy Olivier Nyokas (Montfermeil, 28 de junho de 1986) é um handebolista profissional francês, medalhista olímpico

## Carreira
Nyokas integrou a Seleção Francesa de Handebol nos Jogos Olímpicos Rio 2016, conquistando a medalha de prata.